# Doroteusz II (prawosławny patriarcha Antiochii)
Doroteusz II – prawosławny patriarcha Antiochii w latach 1436–1454.